# Quilombo Arnesto Penna
Comunidade Arnesto Penna Carneiro (também, Recanto dos Evangélicos, ou ainda,  Quilombo da Palma) é uma unidade residencial localizada no bairro Palma, em Santa Maria, no estado do Rio Grande do Sul.
 Comunidade Arnesto Penna Carneiro  é uma unidade residencial do tipo quilombo.
O quilombo localiza-se a 29 km da Praça Saldanha Marinho (via Rua do Acampamento, Avenida Fernando Ferrari, BR-287 (Faixa Nova de Camobi), RSC-287 e a Rua Ernesto Carneio Penna)[carece de fontes?]. A Praça Saldanha Marinho é o marco zero da cidade de Santa Maria, e está localizada no bairro Centro, distrito da Sede. A unidade residencial faz parte do distrito da Palma que é administrado pela subprefeitura de Palma.

## História

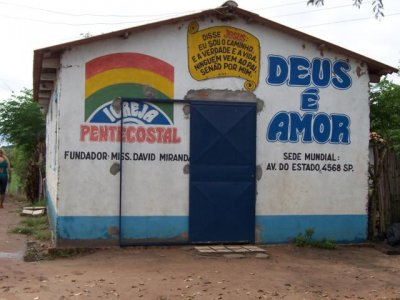
Unidade da igreja Deus é Amor. A opção religiosa da população deu-na um de seus nomes: Recanto dos Evangélicos.

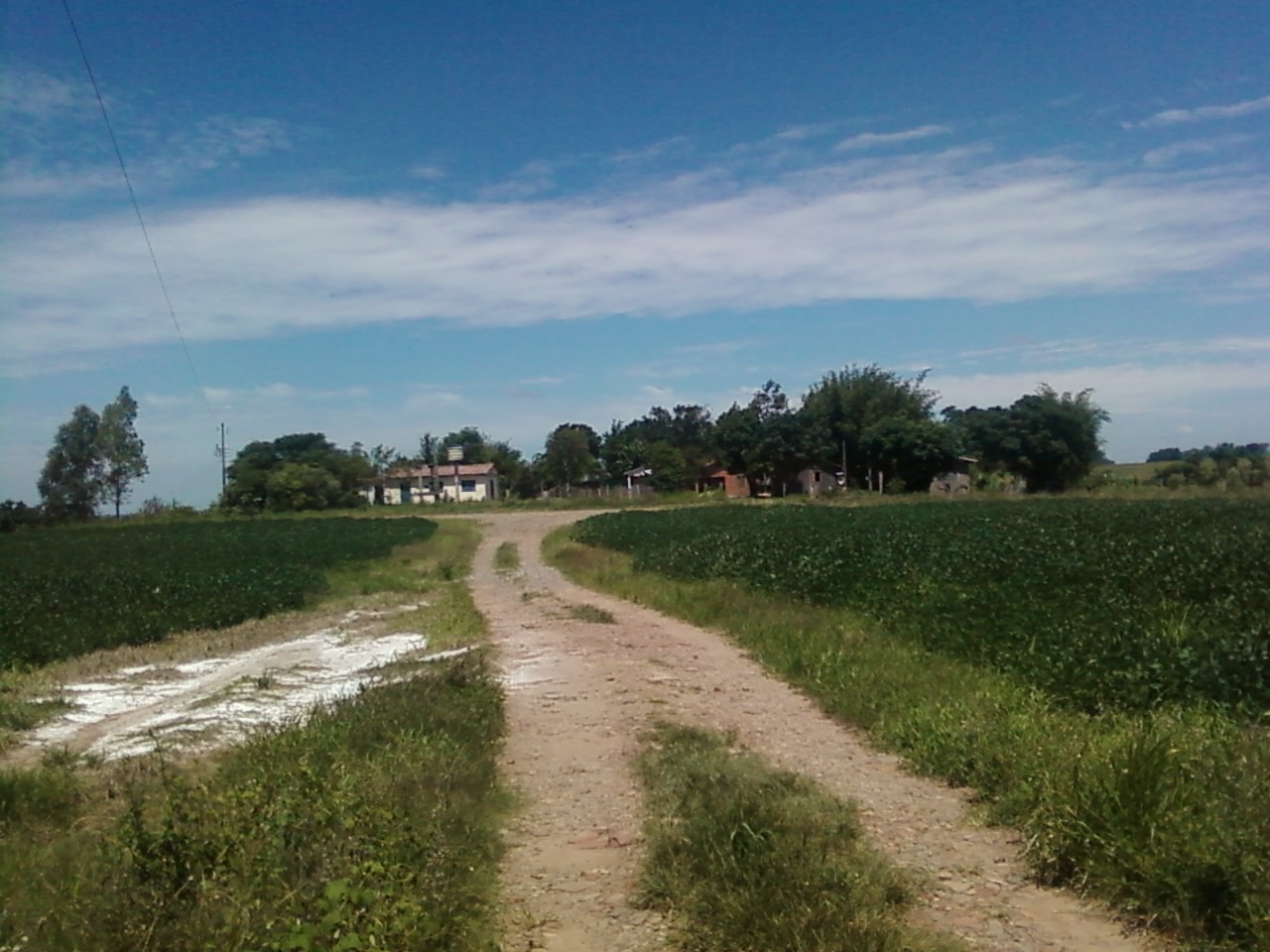
Rua Ernesto Carneiro Penna em direção ao quilombo ao fundo.

A família do ex-escravo Ernesto Carneiro Penna - e não Arnesto Penna Carneiro, como reconhecido pelos órgãos públicos - herdou suas terras em virtude da gratidão de seu senhor, ou ainda por um sentimento de reparação para com seus escravos.
Assim, a Comunidade Quilombola Arnesto Penna Carneiro é designada como um conjunto de famílias negras aparentadas entre si que residem em uma área recebida de seus antepassados, situada no 8.º distrito de Santa Maria, conhecido como distrito da Palma. Entretanto a história da Comunidade Arnesto Penna Carneiro, inicia-se com a família Penna no início do Século XIX.
Manoel Fernandes Penna teria chegado a Santa Maria em 1808, onde ganhou terras da Coroa Portuguesa, na região onde hoje fica a Comunidade. Seu neto Manoel Fernandes Penna, herdeiro destas suas terras, manteve até 1884, o mesmo regime de trabalho iniciado por seus antepassados, com a utilização da mão-de-obra negra escrava.
Na fazenda nasceram os filhos da escrava Balbina: Leandro, Luiza, Casemiro, Ernesto e Hermes como consta no Livro de Batismo – Escravos (1871-1887) e no Livro de Batismo nº16 (1886-1889), que se tornariam herdeiros da família. Com a morte de Manoel Fernandes Pena, seus bens ficaram com sua esposa, com quem casou em comunhão de bens. Ela, que não teve filhos, deixou em seu testamento, lavrado na provedoria da Cidade de Santa Maria da Boca do Monte, em 22 de setembro de 1905, uma parte dos seus bens aos filhos da ex-escrava Balbina, como consta no testamento:
| “ | Declaro que por minha morte deixo a invernada aos crioulos, Leandro, Luiza, Casemiro, Ernesto e Hermes, que herdarão conjuntamente com Assunção Zeferino Rodrigues em partes iguais a cada um dos seis, deixo aos mesmos duas colônias de matos de cultura que sejam próximas à invernada, também partes iguais a cada um dos seis. | ” |

Após a leitura do testamento de Dona Ambrosina Penna, cada um dos filhos da ex-escrava Balbina, herdou uma parte, onde passaram a morar e cultivar suas terras. Ernesto teve nove filhos com sua esposa Joana da Conceição. Porém, o casamento entre os dois não foi duradouro, e Ernesto vai morar em outra parte das terras.
Com a morte de Ernesto, Joana, divide as terras entre seus filhos, dos quais, apenas dois permanecem com elas, enquanto os demais junto com a mãe vendem as terras. Um dos filhos que permanece, vai morar com sua família na casa onde seu pai morava, resistindo a pressão dos demais e dos fazendeiros ao redor que queriam comprar suas terras. Nessas terras criou seus dez filhos, dos quais resistem até hoje as pressões externas e deram origem a Comunidade Arnesto Penna Carneiro.
Segundo Leite (2004), “a Comunidade [...] constitui-se, portanto, a partir de uma formação social e histórica singular, através dos laços de parentesco, de uma memória e cotidiano comuns, no que Bandeira (1988, p.83) denominou ‘territorialidade negra’”. (p.83).
A Comunidade Arnesto Penna Carneiro, ocupa hoje uma área de 1,25 hectares, estando cercados por plantações de soja, trigo e arroz, de propriedade de famílias descendentes de italiano. Ali vivem aproximadamente 70 pessoas, distribuídas em 14 famíliass, sendo todos descendentes de Ernesto Carneiro Penna.
A Comunidade Arnesto Penna Carneiro hoje, é conhecida e reconhecida como “Comunidade Negra” e como “Comunidade Quilombola”, pelos mais diversos agentes externos, entre eles está a Prefeitura de Santa Maria, Movimento Negro de Santa Maria, Imprensa local e pela Fundação Cultural Palmares. No entanto, a denominação “Comunidade Quilombola Arnesto Penna Carneiro”, surgiu apenas em 2006 após darem entrada no processo de reconhecimento junto a Fundação Cultural Palmares. Esse processo, no entanto foi idealizado, projetado e desenvolvido por acadêmicos e professores da UNIFRA (Centro Universitário Franciscano), no ano de 2004, através de um projeto de extensão multidisciplinar.
Pois, embora a Comunidade Arnesto Penna Carneiro fora constituída a partir de um legado cuja forma de apropriação tenha sido de origem privada, e após o regime escravocrata, através de testamento, sua existência e persistência, por mais de um século, possibilita aos seus atuais moradores pleitear ao Estado brasileiro:
1. O reconhecimento como comunidade quilombola, pela Fundação Cultural Palmares;
2. O título de propriedade da terra, como consta no Art. 68 do ADCT/CF de 1988.
3. O acesso a projeto de sustentabilidade, preservação e valorização de seus patrimônios histórico-culturais, assegurando nos Artigos 214, 215 e 216 da Constituição Federal de 1988.

## Delimitação
Descrição dos limites da unidade residencial: A unidade residencial urbana de 1 hectare localizada à Rua Ernesto Carneiro Penna, a 1,3 km ao sul da RSC-287. Limitando-se ao Leste com o município de Restinga Seca (propriedade da família Grigoletto), ao sul e oeste com propriedade da família Grigoletto, e ao norte com propriedade da família Lucca e extremo sul da Rua Ernesto Carneiro Penna.
A área atual do quilombo é de 1 hectare, porém, o processo de regularização aponta para 264,2 hectares que ainda não foram demarcados e tampouco desapropriados.

## Atualidade
O fato mais marcante da atualidade para o quilombo é a migração de seus moradores para Caxias do Sul. A dificuldade de emprego em Santa Maria, quer em lavouras dos arredores, quer na própria cidade que não possui indústrias incipientes, motivou a migração. Estima-se que cerca de 20% da população migrou para Caxias, sendo que alguns acabaram voltando.